# 呉羽町
呉羽町（くれはまち）は、富山県婦負郡に存在した町。現在の富山市西部の呉羽地区にあたる。

## 歴史
- 1954年3月1日 - 婦負郡呉羽村、長岡村、寒江村及び射水郡老田村が合併して、婦負郡呉羽町が発足する。当時の人口は17,404人、面積は27.22 km2[1]。
- 1959年1月1日 - 婦負郡池多村の区域の一部を編入する。
- 1965年4月1日 - 富山市に編入する。